# Alexander Köhler (Buchhändler)

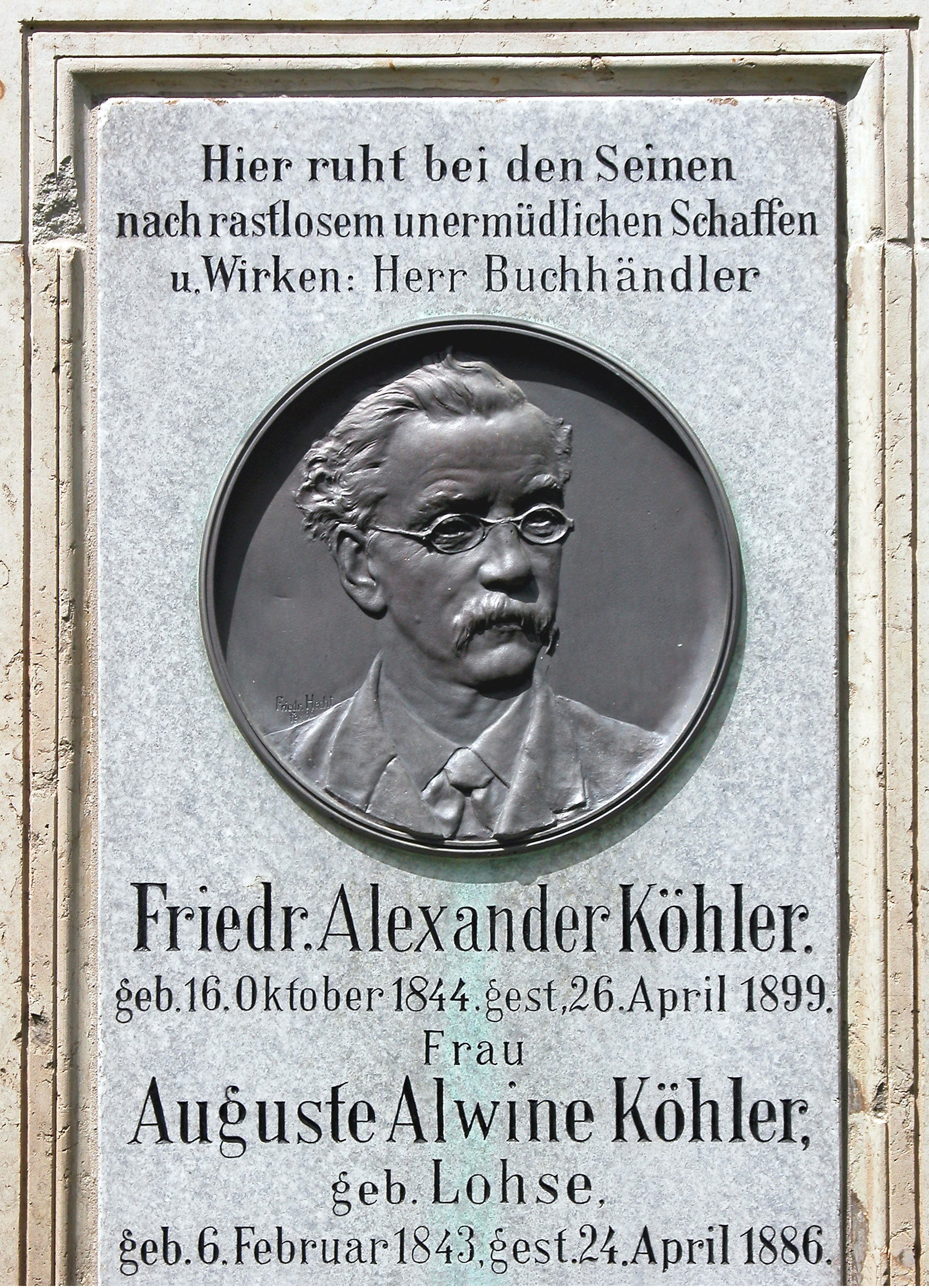
Grabstein von Alexander Köhler auf dem Trinitatisfriedhof in Dresden

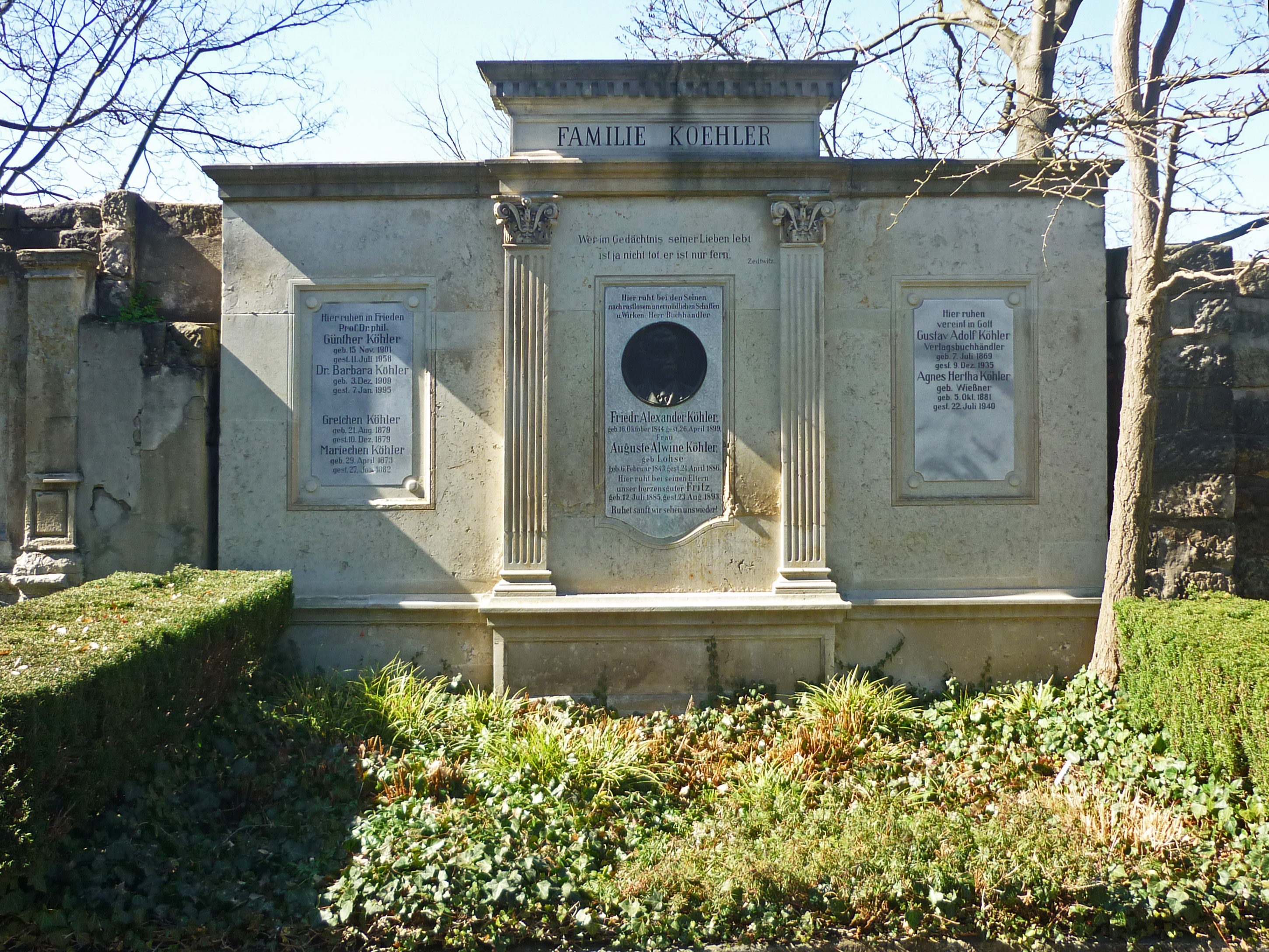
Gesamtansicht der Grabstätte der Familie Köhler

Friedrich Alexander Köhler  (* 16. Oktober 1844 in Laubegast; † 26. April 1899 in Dresden) war ein deutscher Buchhändler.

## Leben und Wirken
Köhler stammte aus einem Dresdner Vorort und war der Sohn eines Amtsrichters. Nach der Heirat mit der Buchhändlerin Auguste Alwine Lohse (* 6. Februar 1843; † 24. April 1886) aus Dresden 1868 übernahm er am 1. Juli 1869 das Sortiment und die Kolportagehandlung seines Schwiegervaters C. G. Lohse. Seit 1874 firmierte dieses Geschäft mit seinem Namen. Am 1. Februar 1880 eröffnete er im böhmischen Bodenbach an der Elbe eine weitere Buchhandlung mit seinem Namen. Er veröffentlichte und handelte vor allem mit touristischer Literatur. Zum Verlagsprogramm gehörte neben Köhlers Touristenführer auch die Reihe Köhlers Illustrierte Jugend und Volksbibliothek – Jugenderzählungen mit mindestens 46 verschiedenen Titeln.
In seinen letzten Lebensjahren stand ihm ab 1896 Ernst Schürmann aus Ruhrort als Teilhaber zur Seite. Nach seinem Tod gingen die beiden Firmen in Dresden und Bodenbach auf den Sohn Gustav Adolf Köhler (* 7. Juli 1869 in Dresden; † 9. Dezember 1935 ebenda) über, der sie unverändert weiterführte. Der Teilhaber Schürmann schied aus der Firma aus.
Köhler war u. a. Mitglied der Ortsgruppe des Alldeutschen Verbandes und Förderer des Gustav-Adolf-Werkes.
Er starb nach kurzer Krankheit und wurde in der heute noch vorhandenen Familiengrabstätte auf dem Trinitatisfriedhof in Dresden beigesetzt. Seine Tochter Marie Antonie Köhler heiratete 1896 den Sohn des Rittergutspächter Gappisch aus Giesenstein bei Gottleuba.